# Непарт
Непарт (пол. Niepart) — село в Польщі, у гміні Кробя Гостинського повіту Великопольського воєводства.
Населення — 509 осіб (2011).
У 1975-1998 роках село належало до Лешненського воєводства.

## Демографія
Демографічна структура станом на 31 березня 2011 року:
|          | Загалом | Допрацездатний вік | Працездатний вік | Постпрацездатний вік |
| -------- | ------- | ------------------ | ---------------- | -------------------- |
| Чоловіки | 262     | 65                 | 181              | 16                   |
| Жінки    | 247     | 53                 | 148              | 46                   |
| Разом    | 509     | 118                | 329              | 62                   |